# K-551 Vladimir Monomach
Il K-551 Vladimir Monomach (in cirillico: АПЛ Владимир Мономах) è un SSBN russo della classe Borei. Terzo esemplare della sua classe, deve il suo nome al Gran Principe di Kiev Vladimiro II detto Monomaco.